# 30. sydlige breddekreds
Den 30. sydlige breddekreds (eller 30 grader sydlig bredde) er en breddekreds, der ligger 30 grader syd for ækvator. Den løber gennem Atlanterhavet, Afrika, det Indiske Ocean, Australasien, Stillehavet og Sydamerika.